# Fort reditowy 9 „Krowodrza”

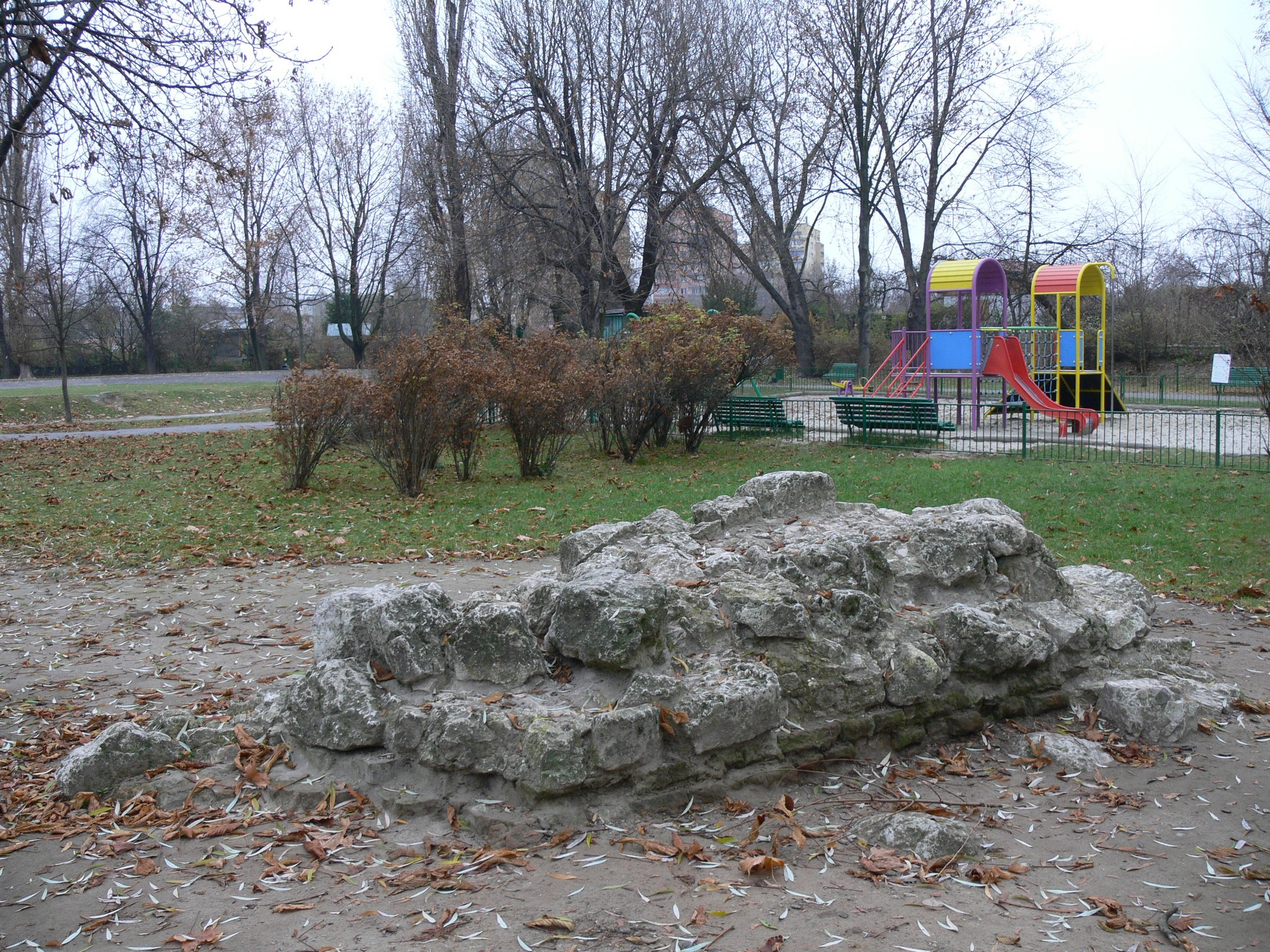
zachowany fragment muru

Fort 9 „Krowodrza” – fort reditowy należący do Twierdzy Kraków. Powstał w latach 1860–1864. 
Był uzbrojony w około 30 dział. Miał parterową reditę, równą niemal z otaczającym ją wałem artyleryjskim, i stosunkowo silną kaponierę szyjową wewnętrzną, podobną do bastionu kleparskiego.
W latach 1956–1958 został zburzony i zasypany ziemią, zachował się jedynie mały fragment muru. Na jego miejscu powstał Park im. Stanisława Wyspiańskiego.